# Berberian Sound Studio
Berberian Sound Studio to tytuł brytyjskiego filmu fabularnego z 2012 roku, napisanego i wyreżyserowanego przez Petera Stricklanda. Obraz stanowi połączenie horroru, thrillera i kina psychologicznego. W filmie w rolach głównych wystąpili Toby Jones, Cosimo Fusco i Antonio Mancino. Akcja Berberian Sound Studio toczy się w studio filmowym we Włoszech w latach 70., sam projekt hołduje filmom giallo.

## Obsada
- Toby Jones − Gilderoy
- Cosimo Fusco − Francesco Coraggio
- Antonio Mancino − Giancarlo Santini
- Tonia Sotiropoulou − Elena
- Susanna Cappellaro − Veronica
- Suzy Kendall − matka Gilderoya
- Fatma Mohamed − Silvia
- Chiara D'Anna − Elisa

## Nagrody i wyróżnienia
- 2012, British Independent Film Awards:
  - nagroda British Independent Film w kategorii najlepszy reżyser (wyróżniony: Peter Strickland)[3]
  - nagroda British Independent Film w kategorii najlepszy aktor (Toby Jones)[3]
  - nagroda British Independent Film w kategorii najlepsze osiągnięcie w produkcji filmowej[3]
  - nagroda British Independent Film w kategorii najlepsze osiągnięcie techniczne (Joakim Sundström i Stevie Haywood za dźwięk)[3]
  - nominacja do nagrody British Independent Film w kategorii najlepszy brytyjski film niezależny[3]
  - nominacja do nagrody British Independent Film w kategorii najlepszy scenariusz (Peter Strickland)[3]
  - nominacja do nagrody British Independent Film w kategorii najlepsze osiągnięcie techniczne (Nicholas D. Knowland za zdjęcia)[3]
- 2012, Edinburgh International Film Festival:
  - nominacja do nagrody im. Michaela Powella dla najlepszego brytyjskiego filmu fabularnego (Peter Strickland)[3]
- 2012, Sitges − Catalonian International Film Festival:
  - nominacja do nagrody Maria w kategorii najlepszy film kinowy (Peter Strickland)[3]
  - Nagroda Krytyków im. José Luisa Guarnera − specjalne wyróżnienie (Peter Strickland)[3]
- 2012, Locarno International Film Festival:
  - nominacja do nagrody Golden Leopard dla Petera Stricklanda[3]
  - Nagroda Młodych Jurorów − specjalne wyróżnienie (Peter Strickland)[3]
- 2013, Gérardmer Film Festival:
  - Nagroda Międzynarodowych Krytyków dla Petera Stricklanda[3]
  - Nagroda Specjalna Jury dla Petera Stricklanda (ex aequo z Jorge'm Torregrossą, nagrodzonym za film Koniec)[3]
- 2013, London Critics Circle Film Awards:
  - nagroda ALFS w kategorii brytyjski film roku[3]
  - nagroda ALFS w kategorii brytyjski aktor roku (Toby Jones)[3]
  - nominacja do nagrody ALFS w kategorii techniczne osiągnięcie roku (Joakim Sundström i Stevie Haywood za dźwięk)[3]
- 2013, Buenos Aires International Festival of Independent Cinema:
  - nagroda ADF za najlepsze zdjęcia (Nicholas D. Knowland)[3]
  - nagroda dla najlepszego filmu (Peter Strickland)[3]
- 2013, Evening Standard British Film Awards:
  - nagroda Evening Standard British Film w kategorii najlepszy aktor (Toby Jones)[3]
  - nominacja do nagrody Evening Standard British Film w kategorii najlepszy film[3]
- 2014, Fangoria Chainsaw Awards:
  - nominacja do nagrody Chainsaw w kategorii najlepszy film wydany w ograniczonej dystrybucji lub direct-to-video[3]
  - nominacja do nagrody Chainsaw w kategorii najlepszy aktor (Toby Jones)[3]
  - nominacja do nagrody Chainsaw w kategorii najlepsza muzyka (Broadcast)[3]
- 2014, Chlotrudis Awards:
  - nominacja do nagrody Chlotrudis w kategorii najlepszy aktor (Toby Jones)[3]
  - nominacja do nagrody Chlotrudis w kategorii najlepsza scenografia (Jennifer Kernke)[3]